# Chikusa, Nagoya
Chikusa (千種区 Chikusa-ku) là quận thuộc thành phố Nagoya, tỉnh Aichi, Nhật Bản. Tính đến ngày 1 tháng 10 năm 2020, dân số ước tính của quận là 165.245 người và mật độ dân số là 9.100 người/km2. Tổng diện tích của quận là 18,18 km2.

## Giao thông

### Dường sắt
- JR Central – Tuyến Chūō chính
  - Chikusa
- Tàu điện ngầm đô thị Nagoya – Tuyến Higashiyama
  - Imaike - Ikeshita - Kakuōzan - Motoyama - Higashiyama Kōen - Hoshigaoka
- Tàu điện ngầm đô thị Nagoya – Tuyến Sakura-dōri
  - Imaike -Fukiage
- Tàu điện ngầm đô thị Nagoya – Tuyến Meijō
  - Chayagasaka - Jiyūgaoka - Motoyama - Nagoya Daigaku

### Cao tốc/Xa lộ
- Quốc lộ 2 (Cao tốc Nagoya)
- Quốc lộ 153